# بلدية إسلوف
بلدية إسلوف ( Eslövs kommun ) هي واحدة من 290 بلدية في السويد، وتقع في مقاطعة اسكونه في جنوب السويد. يقع مقرها في مدينة إسلوف.
أُنشأت البلدية الحالية في عام 1971، عندما دمجت مدينة اسلوف السابقة مع عدد من البلديات المحيطة، أُنشأت معظمها من خلال الإصلاح الحكومي المحلي السابق في عام 1952.
يوجد في البلدية العديد من الأماكن الممتعة. يوجد 11 قلعة. كانت قلعة Hjularöd [الإنجليزية] مكانًا للعرض التلفزيوني السويدي الكلاسيكي سر غرفهولم الذي تبثه التلفزيون السويدي SVT. يوجد في قرية فاسترا سترو بجانب الكنيسة نصب تذكاري قديم يتكون من خمسة أحجار قائمة وحجران رونيان أحجار الفايكنج DR 334 وفاسترا سترو DR 335 يرجع تاريخهما إلى حوالي عام 1000. يوجد معمل تكرير السكر الوحيد في السويد في أورتوفتا جنوب إسلوف. ويوجد فيها محميتان طبيعيتان، المانينجنو وابولاجين.
يقع ستونماونتن وكنيسة إسلوف وفندق ستن ستنسن ستن مع "سكانيش ستيب" الشهيرة محليًا في وسط إسلوف. ربما أشهر سكان إسلوف هو الممثل الكوميدي جوهان جلانز [الإنجليزية]، الذي قدم العديد من المسلسلات التلفزيونية وهو معروف جيدًا في جميع أنحاء البلاد.

## معرض

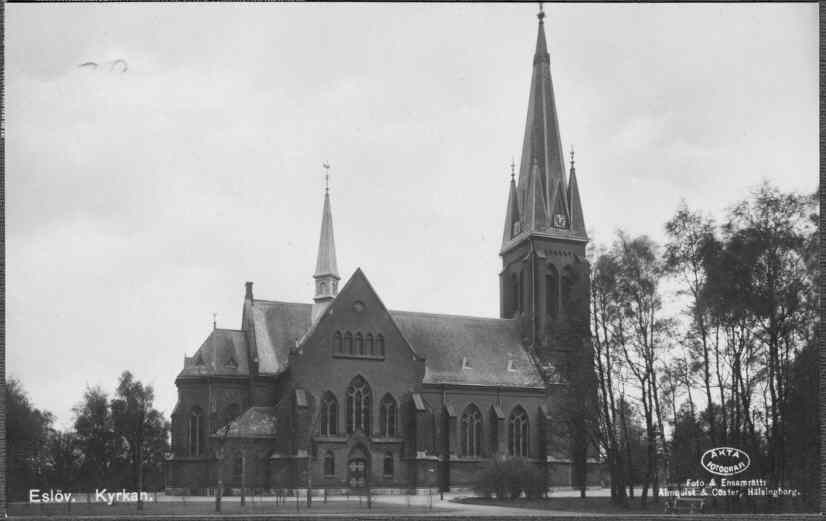
كنيسة إسلوف
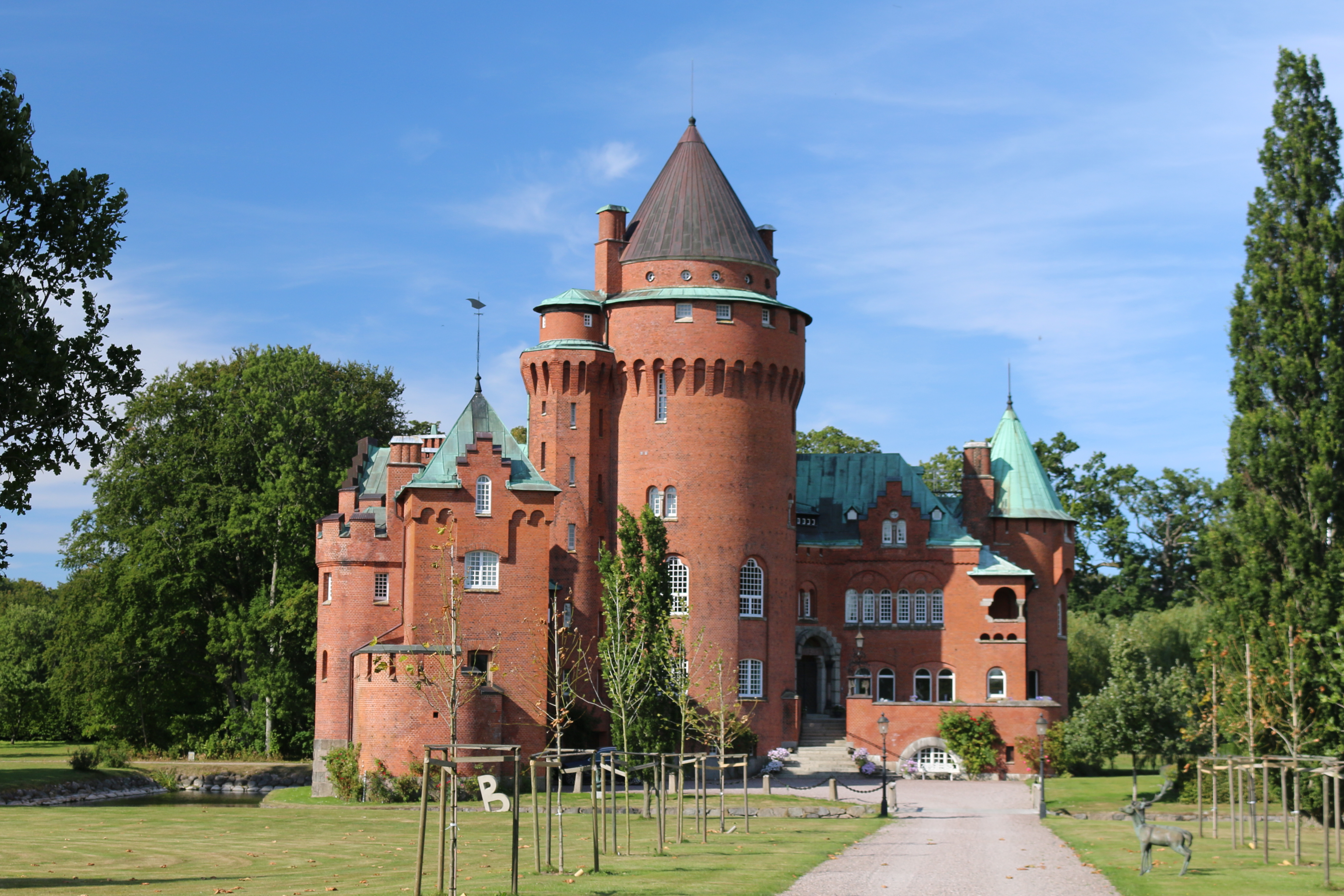
قلعة إسلوف
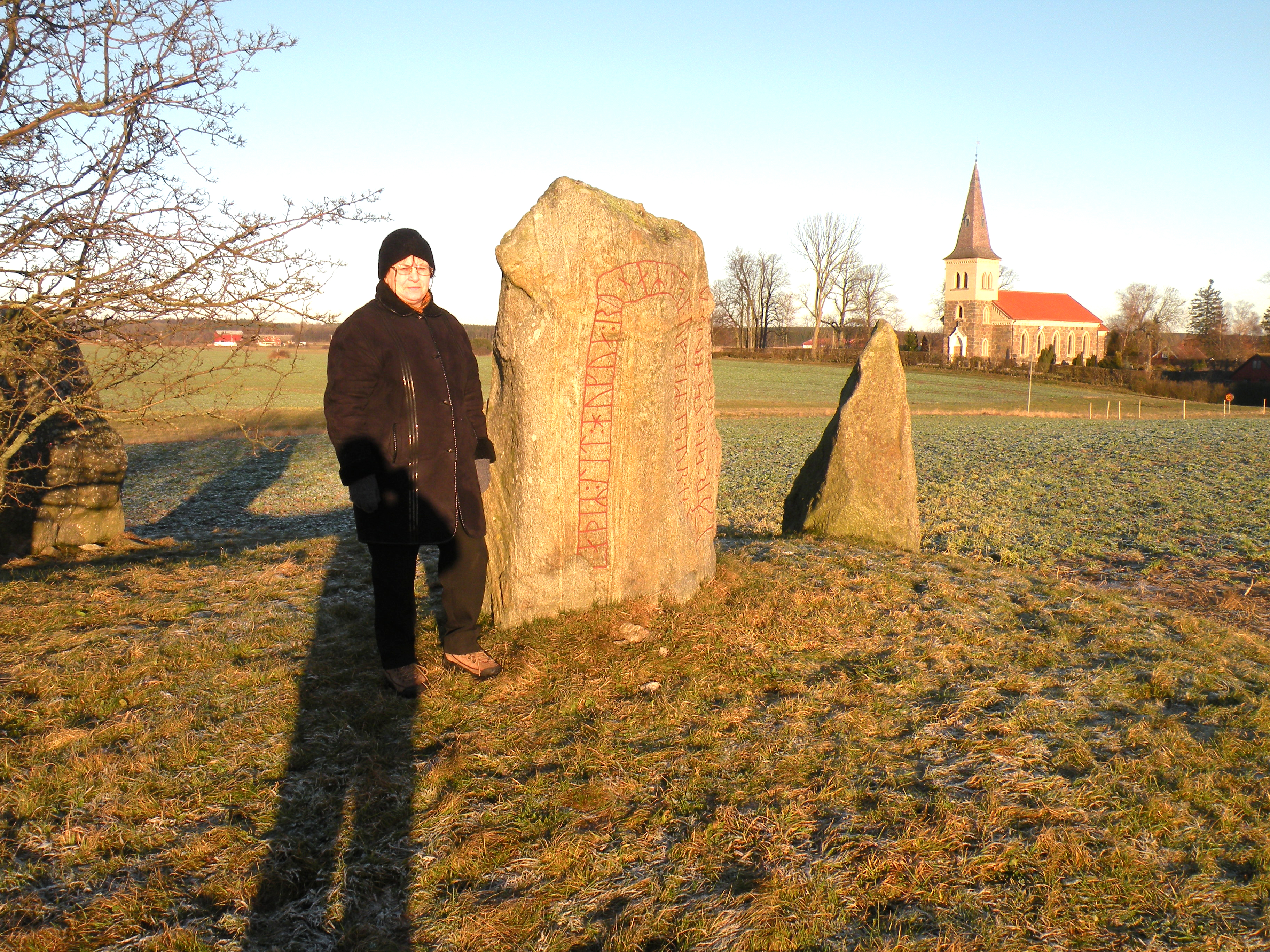
أحجار تاريخية

## المدن التوأم - المدن الشقيقة
- Asker أسكرأركرشوس
- بلدية Rudersdal
- غارذاباير
- جاكوبستاد
- فيلياندي[4]